# Alfa (lớp tàu ngầm)
Tàu ngầm lớp Đề án 705 Lyra (tiếng Nga:Проекта 705 Лира - Proyekta 705 Lyra) đây là loại tàu ngầm nguyên tử với chức năng tìm và diệt của Liên Xô, NATO gọi loại tàu ngầm này là lớp Alfa. Nó đã từng là loại tàu ngầm có khả năng lặn sâu và nhanh nhất mà các lực lượng quân sự từng đóng. Nó chỉ có thể so sánh với hai loại tàu ngầm thử nghiệm trước đó của Liên Xô là K-278 Komsomolets về khả năng lặn sâu và K-222 về tốc độ di chuyển khi lặn lúc đó.
Tàu ngầm lớp Đề án 705 sử dụng lò phản ứng chì-bismuth hóa lỏng độc đáo để giảm kích thước của lò phản ứng từ đó giảm kích thước của toàn bộ tàu cũng như có thể thay đổi chế độ hoạt động từ thấp nhất đến cao nhất mà không gây nhiều tiếng động. Nhưng nó có nhược điểm là phải luôn giữ nhiệt độ để hợp kim chì-bismuth (nhiệt độ nóng chảy của loại hợp kim này là 123,5°) không đông cứng lại trong lò phản ứng. Với tốc độ cao nó thường làm nhiệm vụ đánh chặn và luôn trong tình trạng sẵn sàng tại các bến cảng (vì lò phản ứng của nó không thể tắt nếu không muốn mất thời gian hâm nóng lại hợp kim).

## Lịch sử
Công việc thiết kế ban đầu đã bắt đầu tháng 5 năm 1960 do Cục Thiết kế Malakhit ở St Petersburg thực hiện. Nó đòi hỏi phải có sự sáng tạo cao để đáp ứng những đòi hỏi như tốc độ cao đủ để đuổi theo bất kỳ con tàu nào, khả năng tránh né cơ động để có thể né bất kỳ loại vũ khí chống tàu ngầm nào, khả năng có thể bị phát hiện thấp, khó có thể bị nhìn thấy trên không, cũng như khó bị phát hiện bởi hệ thống sóng âm, thủy thủ đoàn càng ít càng tốt. Nó sẽ được dùng để đánh chặn tại các cảng hay trên những tuyến đường thủy quan trọng, với tốc độ nhanh nó có thể tiếp cận các đoàn tàu một cách nhanh chóng.
Vỏ tàu được làm bằng hợp kim titanium để giảm khối lượng và độ dày (chỉ 1.500 tấn) với độ ma sát rất thấp, tàu chia thành 6 khoang và có tốc độ rất cao (hơn 40 knot) cũng như có khả năng lặn rất sâu. Một Lò phản ứng kim loại lỏng đã được thiết kế, nó sẽ giữ nhiệt độ luôn cao cho dù đang neo đậu. Việc tự động hóa làm giảm số thủy thủ đoàn để hoạt động xuống 16 người, mà thông thường các tàu ngầm nhỏ hơn khác khoảng 800 tấn sẽ cần gấp đôi số thủy đoàn đó để hoạt động.
Việc đóng loại tàu này bắt đầu từ năm 1968 tại xưởng đóng tàu Admiralty Wharves và chiếc đầu tiên được đưa vào biên chế năm 1971. Có tổng cộng 7 chiếc đã được đóng và đưa vào biên chế của Hạm đội Phương Bắc đến năm 1990 thì tất cả các tàu được tháo dỡ sau khi dùng để nghiên cứu khắc phục các lỗi trong thiết kế và dùng những tài liệu đó để tạo ra các loại tàu ngầm mới tốt hơn.
Trong các bản báo cáo thực tế của phương Tây thì loại tàu ngầm này đạt tốc độ 44,7 knot và được cho là có thể lặn sâu 800 m. Kết hợp các báo cáo khác nhau lực lượng hải quân Hoa Kỳ đã ra báo động và gấp rút khởi động chương trình phát triển ngư lôi Mark 48 và tên lửa UUM-125 Sea Lance (chương trình tên lửa này sau đó đã bị hủy bỏ). Ngư lôi có tốc độ cao là Spearfish cũng được phát triển và chế tạo để đối phó với Đề án 705.